# Oficer dyżurny
Oficer dyżurny – w Siłach Zbrojnych RP oficer (w uzasadnionych wypadkach podoficer), który pełni w danym momencie służbę dyżurną w jednostce wojskowej. Oficerowi dyżurnemu jednostki podlegają wszyscy żołnierze i osoby pełniące służbę wewnętrzną.
Do jego zasadniczych obowiązków należy:
- wykonywanie czynności określonych w przepisach o wojskowych organach porządkowych;
- uruchamianie procesów osiągania wyższych stanów gotowości bojowej i kierowanie ich przebiegiem;
- wykonywanie innych zadań określonych w instrukcjach oraz nakazanych przez dowódcę (szefa, komendanta) jednostki wojskowej.

W powyższym zakresie działania, oficer dyżurny ma prawo do wydawania i egzekwowania rozkazów (poleceń), w stosunku do wszystkich żołnierzy, będących podwładnymi dowódcy jednostki wojskowej, z wyjątkiem jego zastępcy i szefa sztabu.
Oficer dyżurny odpowiada także za nadzorowanie służby wartowniczej pełnionej zarówno przez żołnierzy, jak i oddziały wart cywilnych (OWC) oraz służbę ochronną ze specjalistycznych uzbrojonych formacji ochronnych (SUFO).

W okresie II Rzeczypospolitej oficera dyżurnego nazywano oficerem służbowym.
Oficer dyżurny występuje również w innych służbach mundurowych takich jak Państwowa Straż Pożarna, Straż Graniczna czy policja. W każdej z tych formacji wykonuje charakterystyczne do jej specyfiki służby zadania.
Oficer dyżurny w policji posiada podczas nieobecności komendanta danej jednostki wszelkie jego uprawnienia i w przypadku sytuacji nadzwyczajno- kryzysowych jest upoważniony do podejmowania działań i organizowania oraz kierowania akcją. Jest także wówczas bezpośrednim przełożonym wszystkich pracowników jednostki. Dyżurny posiada także uprawnienia władcze nad pionem prewencji i drogówki. Koordynując działaniami policji podczas interwencji wydaje polecenia funkcjonariuszom pionu kryminalnego.